# Frappe aérienne irakienne du 22 septembre 1980 sur l'Iran
La frappe aérienne irakienne du 22 septembre 1980 sur l'Iran est survenue le 22 septembre 1980 lorsque l'armée de l'air irakienne a lancé une frappe aérienne surprise sur l'Iran, marquant le début de la guerre Iran-Irak.

## Contexte
Impressionné par l'opération israélienne Focus pendant la guerre des Six jours, le président irakien Saddam Hussein a ordonné à ses généraux de préparer une frappe préventive contre l'armée de l'air iranienne, malgré les lacunes de l'armée de l'air irakienne,.

## Déroulement
À midi, 192 avions irakiens ont décollé de diverses bases aériennes à travers l'Irak et se sont dirigés vers l'est en direction de l'Iran. Les premiers avions à atteindre leurs objectifs étaient des Su-20 de Kirkouk. L'avion a bombardé la base aérienne de Hamadan (en) à 13 h 45, causant des dommages à la piste et faisant immédiatement demi-tour pour éviter d'être abattu. Dans les minutes qui ont suivi, d'autres avions irakiens ont atteint leurs cibles situées à Tabriz, Dezfoul, Bouchehr, Kermanchah, Ahvaz et Sanandadj, mais n'ont pas causé de dégâts importants. À 14 h 20, cinq bombardiers irakiens Tu-22 ont survolé la capitale iranienne Téhéran à très basse altitude et ont bombardé l'aéroport international de Mehrabad et la caserne du commandement de l'armée de l'air, bien que ce dernier ait manqué sa cible. À 14 h 30, quatre bombardiers lourds Tu-16 ont atteint la base aérienne d'Ispahan (en), qui abrite la moitié de la flotte iranienne de F-14. L'avion a largué ses bombes mais n'a pas réussi à détruire la piste. À 14 h 40, les quatre derniers Tu-22 ont atteint la base aérienne de Chiraz, qui abritait l'autre moitié des F-14 iraniens. Les bombardiers ont ciblé la piste et un dépôt de carburant mais n'ont détruit aucun intercepteur.
À la fin de la journée, les résultats des 250 missions effectuées étaient minces, seuls quatre avions ennemis ont été détruits contre cinq avions perdus. L'armée de l'air iranienne est sortie indemne de cette opération, qui visait à l'immobiliser définitivement. La plupart des cratères laissés par les bombes irakiennes se sont comblés pendant la nuit. Au matin, les principales bases aériennes iraniennes étaient à nouveau opérationnelles.